# Parlamentní volby v Kamerunu v roce 1964
Parlamentní volby v Kamerunu se konaly 24. dubna 1964. Byly to první volby konané od připojení Britského Kamerunu ke zbytku země v roce 1961. Kamerunská unie a Kamerunská strana demokratů ve volbách usilovaly o 40 mandátů ve východním Kamerunu. Kamerunská národní demokratická strana a Kamerunská lidová národní úmluva usilovaly o deset mandátů v západním Kamerunu. Volby byly poznamenány vážnými nesrovnalostmi. Ve volbách zvítězila Kamerunská unie (UC), která získala 40 z 50 křesel v Národním shromáždění.

## Volební výsledky
| Politická strana                       | Hlasy     | %       | Mandáty |
| -------------------------------------- | --------- | ------- | ------- |
| Kamerunská unie                        | 1 863 614 | 82,98 % | 40      |
| Kamerunská národní demokratická strana | 192 081   | 8,55 %  | 10      |
| Kamerunská strana demokratů            | 129 571   | 5,77 %  | 0       |
| Kamerunská lidová národní úmluva       | 60 485    | 2,69 %  | 0       |
| Celkem                                 | 2 245 751 | 100 %   | 50      |